# Erwan Fischer
Erwan Fischer (Saint-Nazaire) es un deportista francés que compite en vela en la clase 49er. Ganó una medalla de oro en el Campeonato Mundial de 49er de 2024.

## Palmarés internacional
| \| Campeonato Mundial \| Campeonato Mundial \| Campeonato Mundial \| Campeonato Mundial \| \| Año \| Lugar \| Medalla \| Clase \| \| ------------------ \| ------------------ \| ------------------ \| ------------------ \| \| 2024 \| Lanzarote (España) \| Medalla de oro \| 49er \| |                    |                |       |
| Campeonato Mundial |                    |                |       |
| Año | Lugar              | Medalla        | Clase |
| 2024 | Lanzarote (España) | Medalla de oro | 49er  |